# Хромомеры

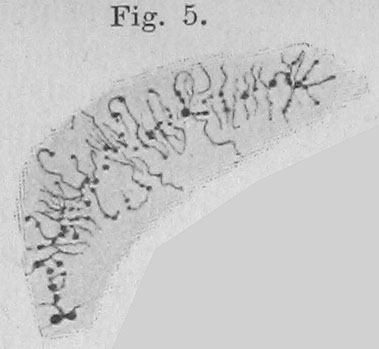
Хромомеры в виде округлых формирований в основании петель в хромосоме типа ламповой щётки

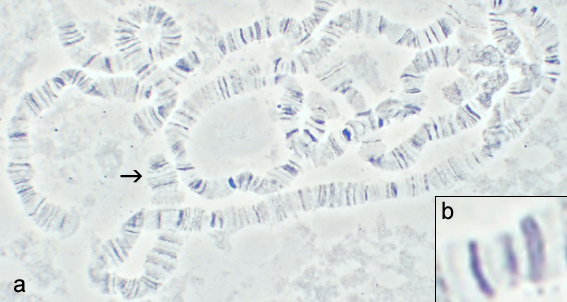
a: Фазово-контрастное изображение политенных хромосом Drosophila melanogaster. b: Увеличенный участок политенной хромосомы с чередованием хромомер (тёмные полосы) и интерхромомерных участков.

Хромоме́ры (др.-греч. χρώμα — цвет и др.-греч. μέρος — часть) — утолщённые, плотно спирализованные участки нитей ДНК (хромонем), из которых состоит хромосома.

## Свойства
Интенсивно окрашиваются ядерными красителями. Под микроскопом хромомеры хорошо различимы в профазе мейоза и митоза, когда имеют вид темноокрашенных гранул, расположенных в определённом порядке (вдоль нити хромосомы). В хромомерах находится до 95 % всей ДНК хромосомы, остальные же 5 % ДНК содержатся в деспирализованных межхромомерных участках. Форма, размеры и число хромомер строго постоянны для каждой хромосомы и образуют картину хромомер, имеющую видовую, тканевую и возрастную специфичность. Размеры хромомер составляют от 500 нм до 0,5 мкм у разных организмов, масса ДНК в них соответственно — от 103 до 106 пар нуклеотидов.

## Функции
Классическая генетика считала хромомеры и диски цитологическими эквивалентами одного или нескольких генов. В 1970-е годы большинство цитогенетиков считали хромомеры функциональными единицами хромосомы, содержащими структурные гены с регуляторными участками. Но, согласно противоположной гипотезе, хромомеры — это инактивированные участки хромосомы, которые нельзя приравнивать каким-либо информационным единицам.

## Хромомеры у различных организмов
Хромомеры можно наблюдать на протяжении профазы первого деления мейоза. В течение зиготены профазы I при формировании бивалентов хромомеры гомологичных хромосом соединяются. По завершении формирования синаптонемного комплекса в пахитене хромомерная структура хромосом наиболее чётко выражена. В пахитене строго выявляется индивидуальность каждого хромомера, что позволило создать цитологические карты пахитенных хромосом для некоторых видов, и использовать их для цитогенетического анализа (так называемый пахитенный анализ). Чёткий хромомерный рисунок на пахитенных хромосомах характерен для некоторых растений с очень крупными хромомерами. Например, в 20 хромосомах кукурузы насчитывается свыше 2000 хромомер.
Хромомеры хорошо видны в хромосомах типа ламповых щёток. Такие хромосомы формируются в растущих ооцитах во время диплотены профазы I мейоза у некоторых видов животных, в частности, у некоторых земноводных и птиц. Хромосомы типа ламповых щёток появляются, когда в ооцитах происходит активная транскрипция мРНК и накопление белка. Они организованы в виде серии хромомеров, которые содержат конденсированный хроматин, и исходящих из них парных латеральных петель, которые содержат транскрипционно активный хроматин.
Хромомеры есть также в политенных хромосомах. Гигантские политенные хромосомы формируются в клетках слюнных желёз, кишечника, трахей, жирового тела и мальпигиевых сосудов личинок двукрылых. Они образуются в результате репликации хромосом без клеточного деления в процессе, называемом эндомитозом. Эти хромосомы состоят из более чем 1000 копий одной и той же хроматиды, имеют нитевидную структуру и чередующиеся тёмные и светлые полосы. Тёмные полосы (или диски) и есть объединённые хромомеры всех хроматид гомологичных хромосом. Такие полосы выглядят тёмными при окрашивании, так как ДНК в них более плотно упакована, чем материал междисковых участков. Поперечная окраска имеет индивидуальный рисунок для каждой хромосомы, что позволило путём цитогенетического анализа установить места расположения (локусы) определённых генов у Drosophila melanogaster .